# Jamilu Collins
Jamilu Collins (Kaduna, 5 agosto 1994) è un calciatore nigeriano, difensore del Cardiff City e della nazionale nigeriana.

## Carriera

### Nazionale
Ha esordito in nazionale nel 2018; ha partecipato alla Coppa d'Africa del 2019 ed a quella del 2021.